# Aeroportul Dawei
Aeroportul Dawei (IATA: TVY, ICAO: VYDW) este un aeroport din Tanintharyi Region⁠(d), Myanmar ce deservește zona Tavoy. A fost numit după zona deservită.
Situat la o altitudine de 27 m, aeroportul dispune de o singură pistă.